# Christa Slezak-Schindler

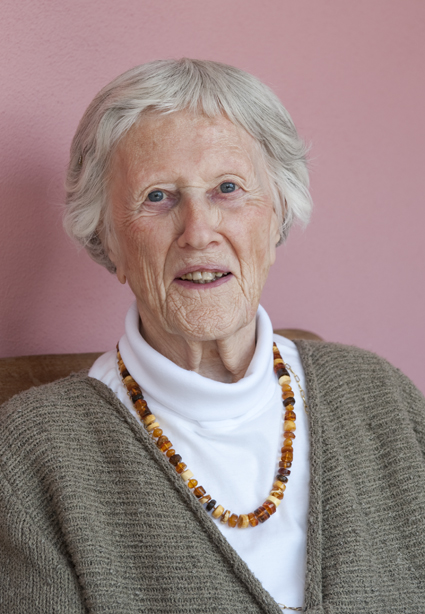
Christa Slezak-Schindler, 2010

Christa Slezak-Schindler (* 10. September 1926 in Kassel) ist eine deutsche Sprachgestalterin, Rezitatorin und Sprachtherapeutin. Sie begründete die Sprachkünstlerische Therapie, in der sie die geisteswissenschaftlichen Forschungen Rudolf Steiners und die sprachkünstlerische Tätigkeit von Marie Steiner-von Sivers zu einem allgemeinen Schulungsweg weiterentwickelte. Sie ist Autorin grundlegender Publikationen zur Sprachgestaltung und deren Anwendung in Spracherziehung und Sprachtherapie.

## Leben
Christa Slezak, geborene Schindler, wurde am 10. September 1926 als vierte und jüngste Tochter des deutsch-tschechischen Dipl.-Bauingenieurs jüdischer Abstammung Jakob Schindler (* 6. Mai 1884, † 25. August 1949) und seiner deutschen Ehefrau Hermine, geborene Zocher (* 26. Juli 1893, † 7. Juli 1984) in Kassel geboren. Der Vater erlebte Rudolf Steiner beim Wiener Kongress 1922 und war 1928 Mitbegründer der Kasseler Waldorfschule, zeitweise fand der erste Unterricht in Räumen des Elternhauses statt. Der Hausarzt der Familie war der Anthroposoph Ludwig Noll, später der Anthroposoph Otto Eisenberg.
Christa Slezak-Schindler besuchte 1933/34 die erste Klasse der Freien Waldorfschule in der Ulmenstraße in Kassel. Ihr Lieblingsfach war die Eurythmie, die sie bereits als Kleinkind kennengelernt hatte. Ihr Zeugnisspruch „Rein wie das feinste Gold...“ von Angelus Silesius, den sie von ihrem Lehrer bekommen hatte, half ihr, die folgenden Jahre zu ertragen. 1934 musste die Familie Deutschland verlassen, da der Vater als jüdischer Inhaber eines bekannten Bauunternehmens schon bald der Verfolgung ausgesetzt war. Die Familie emigrierte nach Brünn in der damaligen Tschechoslowakei, woher der Vater stammte. Dort besuchte Christa Slezak-Schindler zuerst die deutsche fünfklassige Masaryk-Volksschule, anschließend das Städtische Mädchen-Reformrealgymnasium. Die Eltern, befreundet mit Hannah Krämer-Steiner, einer persönlichen Schülerin Rudolf Steiners, und Franz Krause, dem Leiter des Brünner Zweiges der Anthroposophischen Gesellschaft (und Verfasser u. a. des Buches über den tschechischen Goetheanisten Jan Evangelista Purkyně), waren weiterhin in der anthroposophischen Bewegung engagiert. Wilma Schreiber, der Rudolf Steiner den Spruch „Vom Herzen ströme Mut…“ widmete, eine Schülerin Marie Steiners, gab im Elternhaus Kurse in Sprachgestaltung. Die Sprachübung „Abracadabra“ hörte Christa Schindler mit zehn Jahren durch die geschlossenen Türen tönen, was einen tiefen Eindruck auf sie machte.
Im Jahre 1939 besetzte Hitler auch Brünn. Aufgrund der Nürnberger Gesetze musste Christa Schindler die Schule 1942 zwangsweise verlassen. Auch jedweder Schulbesuch an privaten Anstalten wurde ihr untersagt. Sie fand als deutsch-tschechische Korrespondentin in einer Speditionsfirma Arbeit. Der Schutz durch den Direktor der Speditionsfirma verhinderte 1944 ihren Abtransport nach Dresden zu Fabrikarbeiten, zu dem 1944 alle protektoratsangehörigen tschechischen Mädchen Jahrgang 1926 eingeteilt waren. Anfang 1945 erfolgte ihre Registrierung für ein Konzentrationslager durch die Gestapo. Das Kriegsende bewahrte sie vor der Deportation. – Der Vater wurde von der Familie getrennt, musste Straßenarbeit verrichten, kam dann in das Arbeitslager [Hagibor] in Prag, 1944 erfolgte die Internierung im KZ Theresienstadt, aus dem er nach Kriegsende Frühling 1945 zurückkehren konnte. Achtundzwanzig nächste Verwandte und viele enge Freunde der Familie verloren in den Konzentrationslagern ihr Leben, die Geschwister des Vaters mit ihren Familien und die mit 86 Jahren deportierte geliebte Großmutter Rosalie Schindler. Zu den Brünner Kinderfreundschaften zählte auch der jüdische Schriftsteller und Musiker Herbert Thomas Mandl.
1946 erfolgte die Rückkehr der Familie in das zerbombte Kassel, auch das Haus der Eltern war zerstört. Durch ihre Erlebnisse veranlasst, übernahm Christa Slezak-Schindler die Betreuung der aus den Konzentrationslagern zurückgekehrten Menschen innerhalb der Jüdischen Gemeinde in Kassel. Bis 1949 war sie in der Jüdischen Gemeinde als Vorstandsassistentin tätig und lernte in vielen Gesprächen die Schicksale vorwiegend polnischer und russischer Juden kennen, die entweder Papiere für die Auswanderung nach Israel brauchten oder in Krankenhäuser und Sanatorien vermittelt werden mussten. August 1949 verunglückte der Vater tödlich auf der Baustelle des Städtischen Krankenhauses Kassel-Möncheberg, für dessen Wiederaufbau er den Auftrag erhalten hatte. Er war, neben der Führung seines wiederbegründeten Bauunternehmens, ein sehr aktiver Mitarbeiter im Vorstand des Kasseler Waldorfschulvereins. Nach dem plötzlichen Tod des Vaters und dem Verlassen der Jüdischen Gemeinde 1949 Kuraufenthalt im Sanatorium Dr. Hessenbruch in Bad Liebenzell und erster Besuch von Unterlengenhardt.
Von 1950 bis 1956 war Christa Slezak-Schindler an der Kasseler Waldorfschule angestellt. Sie half beim Aufbau und der Einrichtung der Buchhaltung und der Bibliothek und erledigte Korrespondenzarbeiten. Die Sprache, auch die tschechische, war eine tragende Lebenskraft für sie geworden. Im Jahr 1951 nahm sie an einem ersten Kurs in Sprachgestaltung bei der Sprachgestalterin Ingeborg Kleinsorge teil und lernte den Hexameter kennen. Viele Anthroposophen, die Goetheanum-Schauspielerin Gertrud Redlich, der Kunstmaler Bernhard Eyb oder der Dipl.-Ingenieur Paul Regenstreif zählten zu den Freunden der Familie. 1951 erlebte sie zum ersten Mal die Aufführung der Mysteriendramen Rudolf Steiners an der Goetheanumbühne. Im selben Jahr trat sie in die Allgemeine Anthroposophische Gesellschaft, 1979 in die erste Klasse der Freien Hochschule für Geisteswissenschaft am Goetheanum ein. Von 1956 bis 1957 war sie als Erzieherin und Aushilfslehrerin in der Rudolf Steiner Heimschule Montolieu in Bussigny bei Lausanne tätig, wo ihr Gelegenheit geboten wurde, sich praktisch in die Pädagogik einzuarbeiten. Dort machte sie auch Bekanntschaft mit dem Kunstmaler Julius Hebing und seiner Frau, der Sprachgestalterin Eva Hebing. Die Schule wurde geleitet von Rudolf Kutzli, dem Begründer des Dynamischen Formenzeichnens.
Durch eine Wiedergutmachung, die sie wegen ihres nachgewiesen zwangsweisen Schulabbruches erhielt, wurde Christa Slezak-Schindler ein intensives Studium an der Freien Hochschule für Geisteswissenschaft am Goetheanum (Dornach/Schweiz) möglich. Von Januar 1958 bis Juni 1961 wurde sie zur Sprachgestalterin ausgebildet, daneben machte sie Telefondienst in der Ita Wegman-Klinik Arlesheim. Zu ihren Lehrern zählten Gertrud Redlich  und Kurt Hendewerk, ebenso Else Klevers und Dora Gutbrod. Alle ihre Lehrer waren Schüler Marie Steiners und wirkten jahrzehntelang als Schauspieler an der Goetheanum-Bühne. Auch Paul Theodor Baravalle gehörte zu ihren Sprachgestaltungs-Lehrern. Privat-Unterricht in Eurythmie erhielt sie von Isabell de Jaager. Begegnungen mit Albert Steffen und viele Gespräche mit Edwin Froböse fanden statt. 1959 erfolgte der Abschluss des Pädagogischen Seminars (Lehrerseminar) am Goetheanum. Sie erhielt die Lehrberechtigung für Rudolf Steiner Schulen und die Lehrberechtigung zum Unterricht in Sprachgestaltung. Ab 1965 zahlreiche Rezitationen, Vorträge und Seminare zur Sprachgestaltung in Deutschland, Österreich, Tschechien und der Schweiz.
1966 heiratete sie Ernst Slezak, mit dem sie die erste Klasse (die aufgrund des Schulwechsels und der mangelnden Sprachkenntnisse wiederholt werden musste) der Masaryk-Volksschule in Brünn 1934 besuchte und seitdem befreundet war. Er war als Techniker und Ingenieur bei Walter Wolman und Wolfgang Kaiser am Institut für Nachrichtenübertragung an der Universität Stuttgart tätig. Er starb im Jahr 1995.
Christa Slezak-Schindler war nach ihrer Dornacher Studienzeit von November 1961 bis Juli 1984 als Sprachgestalterin an der Freien Waldorfschule am Kräherwald in Stuttgart tätig. Ihr Aufgabengebiet umfasste die Lehrerfortbildung, das sprachkünstlerische Unterrichten, die sprachtherapeutische Einzelbetreuung von Schülern aller Altersstufen und die Einstudierung vieler Klassenspiele und Rezitationen. Große Unterstützung erfuhr sie durch Ernst Weißert, der sie zum Schreiben ihres Buches „Künstlerisches Sprechen im Schulalter“ ermutigte, an vielen Lehrertagungen unter seiner Leitung in Stuttgart gab sie große Kurse. Ebenso aktiv arbeitete sie mit Helmut von Kügelgen in der Waldorfkindergartenbewegung zusammen, zugleich beriet sie mit Paul von der Heide die Einrichtung der sprachtherapeutischen Arbeit in der Psychosomatischen Abteilung der neugegründeten Filderklinik.
Sch – !

Ganz leise, ganz leise,
wir gehen auf die Reise,
der Riese schläft im Wald,
der Morgen ist noch kalt,
das Vöglein sitzt im Nest,
das Nest hält es ganz fest,
das Vöglein fliegt ins Gras,
das ist vom Taue nass,
die Sonne gehet auf
und scheinet warm darauf.
Ganz leise, ganz leise,
wir kommen von der Reise
nach Haus, nach Haus –
das Lied ist aus!
Christa Slezak-Schindler
Kalenderblatt
Seit 1978 arbeitete sie an der von ihr mitgegründeten Schulungsstätte für Sprachgestaltung und sprachkünstlerische Therapie in Stuttgart. 1985 zog sie nach Bad Liebenzell-Unterlengenhardt. Dort führte sie die Schule für Sprachgestaltung und Sprachkünstlerische Therapie fort und ergänzte die Ausbildungstätigkeit durch Fortbildungskurse für Sprachgestalter, Ärzte und Lehrer. Gemeinsame Kurse mit dem Autor Jakob Streit, dem Pädagogen Rudolf Kutzli, dem Flugzeugbauer und Ägyptologen Frank Teichmann, dem Astronomen Werner Perrey, dem Priester der Christengemeinschaft Harald Falck-Ytter oder dem Arzt Walther Bühler in der Freien Studienstätte in Unterlengenhardt. In den jährlichen Fortbildungswochen für Sprachgestalter und Sprachtherapeuten, in zahlreichen Wochenendkursen und Seminaren für Pädagogen und Heilpädagogen, in Ärztekursen und Einführungsveranstaltungen für Interessierte stellte Christa Slezak-Schindler die Entwicklung einer Methodik der Sprachkünstlerischen Therapie dar, die heute innerhalb der anthroposophisch geprägten Sprachtherapie eine selbstständige Richtung bildet.

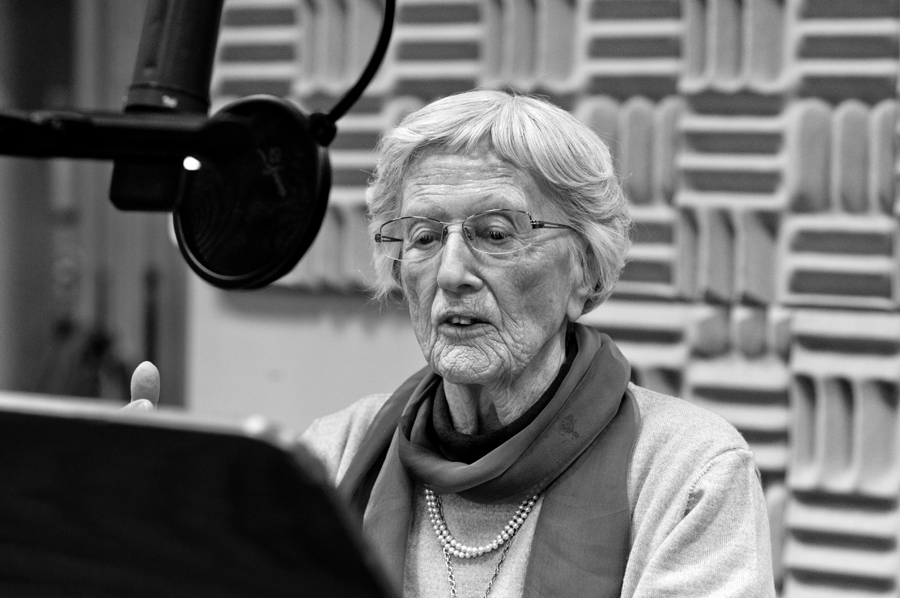
Christa Slezak-Schindler im Tonstudio, 6. Dezember 2012

Neben Dora Gutbrod gilt Christa Slezak-Schindler als Pionier der Therapeutischen Sprachgestaltung und wirkte zusammen mit ihren Mitarbeitern von 1989 bis 1998 in der kunsttherapeutischen Forschungsgruppe der Medizinischen Sektion der Freien Hochschule für Geisteswissenschaft am Goetheanum in Dornach mit. Als Ergebnis dieser Arbeit ist das Buch „Therapeutische Sprachgestaltung“ anzusehen, in dem Barbara Denjean-von Stryk die Beiträge der Schule von Christa Slezak-Schindler, Dietrich von Bonin die Beiträge der Dora-Gutbrod-Schule zusammenfasste. Verhinderte Christa Slezak-Schindler während dieser Zeit noch eine Spaltung der Forschungsgruppe, erfolgte später aus Gründen der Qualitäts- und Identitätssicherung ihrer Arbeit vor allem im Aus- und Fortbildungsbereich die Rückkehr zur ursprünglich von ihr so genannten Sprachkünstlerischen Therapie, die sich in wesentlichen Punkten von der Therapeutischen Sprachgestaltung unterscheidet, diese aber dennoch integriert. So vertritt Christa Slezak-Schindler neben dem etablierten einen zweiten, nichtmedizinischen Heilstrom innerhalb der anthroposophischen Bewegung, der seinen Ursprung in der Zusammenarbeit Rudolf Steiners und Marie Steiner-von Sivers’ findet und zu einer Heilkunst führt, die eine Erweiterung der Anthroposophischen Medizin bedeutet und letztlich nicht ärztlich verordnet werden kann. Marie Steiner: „Wir haben den heilenden Atem.“

Haus der Sprache, Unterlengenhardt 2011

Das vorrangige Streben nach staatlicher Anerkennung der Sprachgestalter-Ausbildung, das zunehmende Übergewicht konventioneller, naturwissenschaftlich geprägter Weltanschauung und die damit einhergehende Verdrängung (heil-)künstlerischen Wissens, der allgemeine Niedergang der Sprachgestaltung zugunsten des ebenfalls konventionell orientierten Schauspiels, vor allem aber die weitgehende Verständnislosigkeit vonseiten der Leitung der Medizinischen Sektion am Goetheanum und einzelner anthroposophischer Ärzte sowie die fehlende Unterstützung ihrer Arbeit durch die Sektion für Redende und Musizierende Künste am Goetheanum unter der Leitung des Eurythmisten Werner Barfod führten nach jahrelangen, aber fruchtlosen Bemühungen um Verständigung, Wahrnehmung und ideelle Unterstützung im Mai 2005 zum Verlassen der Sektion für Redende und Musizierende Künste und im Januar 2009 zum Austritt aus der Allgemeinen Anthroposophischen Gesellschaft.
2000 gründete Christa Slezak-Schindler das Institut für Sprachgestaltung in Fortführung ihrer künstlerischen Forschungsarbeit, welche der Erhaltung und Weiterentwicklung der Sprachgestaltung und ihrer heilkünstlerischen Möglichkeiten dienen soll. Von zentraler Bedeutung ist hierbei das weitere Erschließen der Sprachübungen Rudolf Steiners, das Aufsuchen der Kraftzentren von Lauten und der Wirkungen von Rhythmen, das Einfühlen und Einleben in den Atem, die Stimmarbeit und die Behandlung von Bewegung in der Sprachgebärde. Die sprachbegleitende Bewegung, insbesondere auch die lautbegleitende Bewegung, wurde seit 1956 entwickelt und vermittelt.
Januar 2002 erfolgte die Adoption ihres Schülers und Mitarbeiters Otto Ph. Sponsel-Slezak, der am 10. September 2001 den Marie Steiner Verlag gründete.  Die anthroposophische Augenärztin Elfriede Lötterle (* 30. September 1915, † 14. Dezember 2009) ermöglichte die Einrichtung des Hauses der Sprache in Bad Liebenzell-Unterlengenhardt, in dem sich auch der Marie Steiner Verlag, die Praxis für künstlerisches Sprechen und das Institut für Sprachgestaltung befinden.

## Schriften
- Sprachanbahnung – Sprechfreude. Hinweise für Sprachgestalter, Erzieher, Lehrer und Eltern. Marie-Steiner-Verlag, Bad Liebenzell 2009, ISBN 978-3-9808022-8-4.
- Heilkünstlerisches Sprachgestalten. Marie-Steiner-Verlag, Bad Liebenzell 2005, ISBN 3-9808022-9-9.
- Die Kunst der Sprachgestaltung im Atemraum der Zeit. Marie-Steiner-Verlag, Bad Liebenzell 2011, ISBN 978-3-9813255-7-7.
- mit Otto Ph. Sponsel-Slezak: Sprachgestaltung in der Oberstufe. Hinweise für Eltern, Lehrer, Erzieher und Sprachgestalter. Marie-Steiner-Verlag, Bad Liebenzell 2009, ISBN 978-3-9808022-6-0.
- Was ist sprachkünstlerische Therapie? Verlag am Goetheanum, Dornach 2002, ISBN 3-7235-1142-2.
- Vom Leben mit dem Wort. Fünf heilende Wirksamkeiten der Sprache und des Sprechens. Verlag am Goetheanum, Dornach 1992, ISBN 3-7235-0668-2.
- Der Schulungsweg der Sprachgestaltung und praktische Anregungen für die sprachkünstlerische Therapie. Ein Weg zum heilkräftigen Wort. Philosophisch-Anthroposophischer Verlag am Goetheanum, Dornach 1985, ISBN 3-7235-0413-2.
- Künstlerisches Sprechen im Schulalter. Grundlegendes für Lehrer und Erzieher, die im Sinne der Erziehungskunst Rudolf Steiners arbeiten. 8., wesentlich erweiterte und verbesserte Auflage. Pädagogische Forschungsstelle, Stuttgart in Zusammenarbeit mit dem Marie-Steiner-Verlag, Bad Liebenzell, 2007, ISBN 978-3-927286-74-0.
- Sprüche und Lautspiele für Kinder. Ein immerwährender Wochenkalender mit Übungsanleitungen und Hinweisen zur Sprachpflege, illustriert von Christiane Lesch. Marie-Steiner-Verlag, Bad Liebenzell 2012, ISBN 978-3-9813255-3-9.